# Robert Elias Fries
(Klas) Robert Elias Fries (1876-29 de enero de 1966), fue un botánico y micólogo sueco, profesor de la "Fundación Bergius" de Estocolmo y director del "Bergianska trädgården".
Participa de la expedición sueca de 1901-1902 a Argentina y a Bolivia, atravesando el desierto del gran Chaco, y la Cordillera de los Andes.
Nieto de Elias Magnus Fries.
- La abreviatura «R.E.Fr.» se emplea para indicar a Robert Elias Fries como autoridad en la descripción y clasificación científica de los vegetales.[4]